# Hongo coprófilo

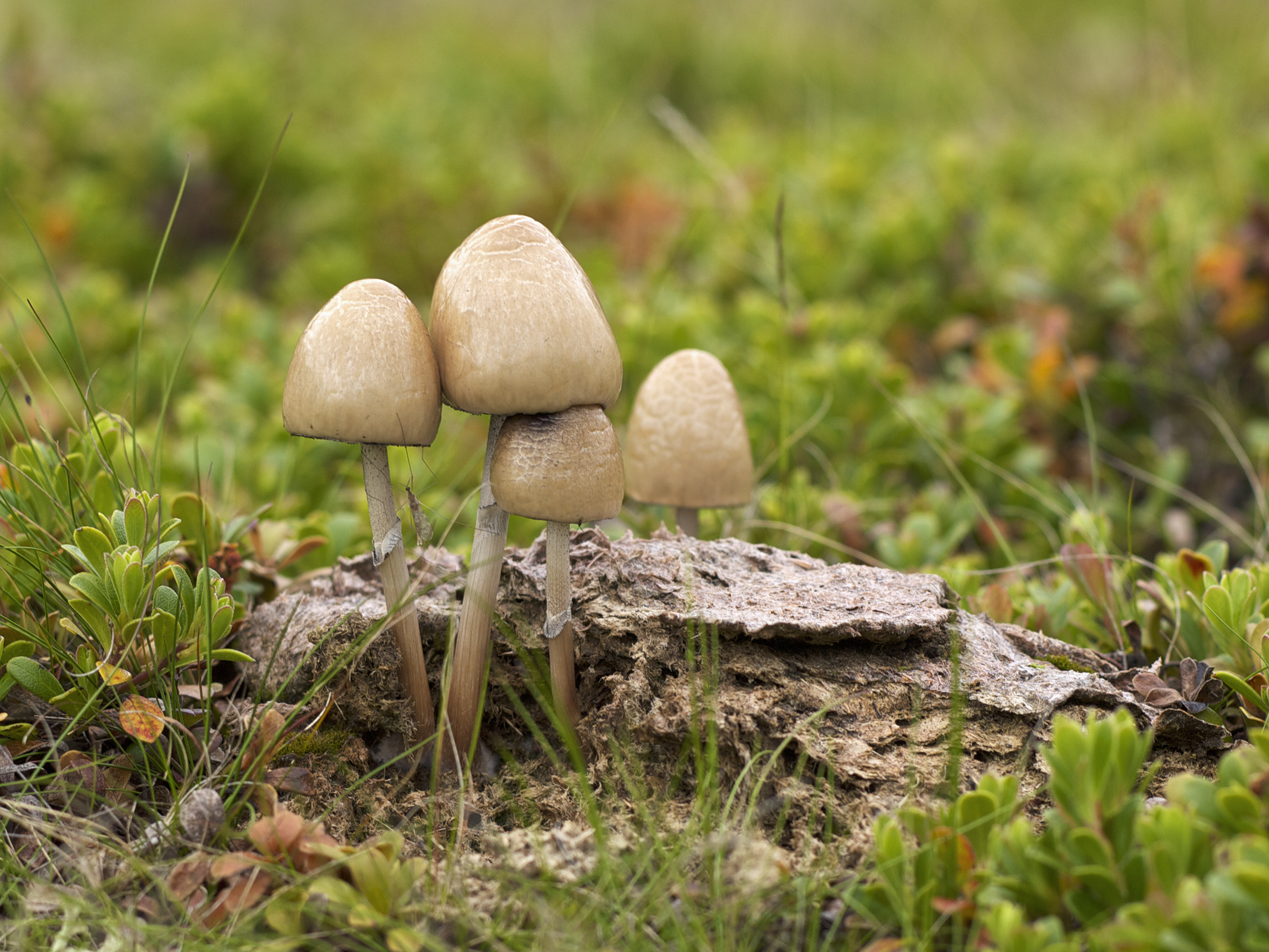
Panaeolus semiovatus var. semiovatus creciendo sobre estiércol animal.

Se denomina hongo coprófilo (hongo que prefiere el estiércol) a aquellos hongos saprotróficos que crecen sobre estiércol animal. Las resistentes esporas de las especies coprófilas son consumidas involuntariamente por los herbívoros de la vegetación, y se excretan junto con la materia vegetal. Los hongos luego brotan en las heces, antes de liberar sus esporas en el área circundante.

## Ciclo vital
Los hongos coprófilos liberan sus esporas a la vegetación circundante, que luego es devorada por animales herbívoros. Las esporas permanecen en el animal a medida que las plantas son digeridas, pasan a través de los intestinos del animal y finalmente se defecan. Los cuerpos fructíferos de los hongos crecen a partir de las heces del animal. Es esencial que las esporas de la especie lleguen al nuevo material vegetal; las esporas que quedan atrapadas en las heces no producirán nada. Por ello, algunas especies han desarrollado medios para descargar esporas a gran distancia. Un ejemplo de ello es el género Pilobolus. Los cuerpos fructíferos de Pilobolus se rompen de manera repentina, enviando el contenido a más de 2 metros de distancia.
Las heces de los animales proporcionan un ambiente rico en material nitrogenado, así como varias enzimas del sistema digestivo del animal. Las esporas mismas sobreviven a la digestión al tener paredes particularmente gruesas, lo que les permite germinar en el estiércol con mínima competencia de otros organismos. Esta pared gruesa a menudo se rompe durante la digestión, preparando la espora para la germinación. Las esporas son tan resistentes que las muestras de estiércol seco pueden luego rehidratarse, permitiendo que el hongo fructifique semanas más tarde.

## Distribución
La distribución de hongos coprófilos está estrechamente relacionada con la distribución de los herbívoros de los que dependen, como conejos, ciervos, vacas, caballos y ovejas. Algunas especies dependen de una especie específica para el estiércol; por ejemplo, Coprinus radiatus y Panaeolus campanulatus crecen casi exclusivamente en estiércol de caballo,  mientras que otros, como Panaeolus sphinctrinus, pueden crecer en cualquier clase de heces o incluso en suelos particularmente fértiles. Además, algunas especies (como Conocybe rickenii) se pueden encontrar en grandes cantidades en áreas donde el estiércol se ha utilizado como fertilizante del suelo, como en jardines. También se sabe que algunos hongos coprófilos crecen en excremento de omnívoros (como Chaetomium globisporum de excrementos de rata) o incluso carnívoros (como Chaetomium rajasthanense, de heces de tigre).

## Especies con cuerpos fructíferos
Si bien no todas las especies coprofilas de hongos poseen cuerpos fructíferos, hay muchas que si los tienen especialmente de los géneros Coprinopsis, Panaeolus y Deconica. Las especies conocidas son:
- Bolbitius vitellinus[2]
- Conocybe moseri[9]
- Conocybe pubescens[2]
- Conocybe rickenii[7]
- Coprinellus niveus[7]
- Coprinopsis acuminata
- Coprinopsis cinerea
- Coprinopsis narcotica [7]
- Coprinopsis patouillardii[7]
- Coprinopsis radiata[6]
- Crucibulum laeve[10]
- Cyathus stercoreus[10]
- Deconica coprophila[11]
- Deconica merdaria[11]
- Panaeolus papilionaceus[6]
- Panaeolus semiovatus[6]
- Protostropharia[11] (todas las especies)
- Psilocybe cubensis